# Xylophanes resta
Espèce
Xylophanes resta est une espèce de lépidoptères de la famille des Sphingidae, de la sous-famille des Macroglossinae, tribu des Macroglossini, sous-tribu des Choerocampina, et du genre Xylophanes.

## Description
La longueur des ailes antérieures varie de 36 à 41 mm. L'aspect est intermédiaire entre Xylophanes aristor et Xylophanes tersa. Il existe une ligne médiane dorée faiblement développée sur la tégula. La partie supérieure du thorax présente une bande médiale grise, bordée latéralement et divisée en dedans par des lignes brunes. Cette bande se poursuit le long de l'abdomen mais s'évanouit après les deux premiers segments abdominaux. Il y a des bandes latérales jaune d'or sur les segments abdominaux trois à six et une tache de poils pâles et une tache noire antérieure à ceux-ci. La partie supérieure antérieure des ailes a un ton marron caractéristique. La première ligne postmédiane est très forte à la base mais disparaît vers le sommet. La deuxième ligne postmédiane est fusionnée à la base avec la première et la quatrième ligne postmédiane est inférieure à la moitié de la largeur de la première. Le dessous des ailes antérieures et postérieures est plus brillant que chez Xylophanes tersa et les marques brunes sont par conséquent plus saillantes. Il existe une ligne droite brune, à certains endroits indistincte, qui traverse l'aile parallèlement au bord distal. La zone marginale n’est pas, ou à peine, plus sombre que le disque. Il y a un patch costal jaune faiblement défini présent apicalement. La bande médiane sur le dessus des ailes postérieures présente des taches jaune pâle. La zone marginale du dessous des ailes postérieures est divisée par les veines, qui sont orange pâle.

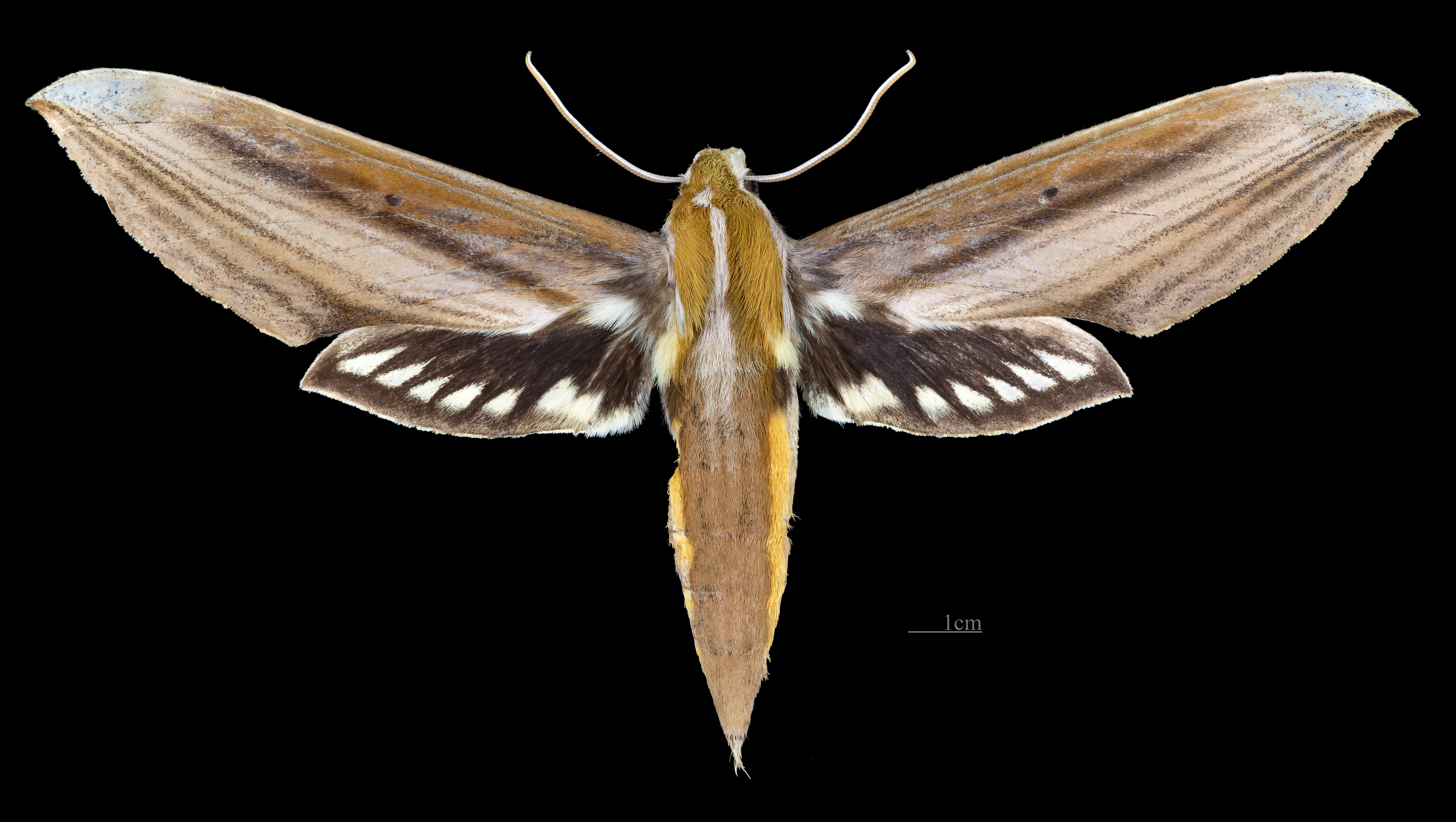
Avers de la femelle (coll.MHNT)
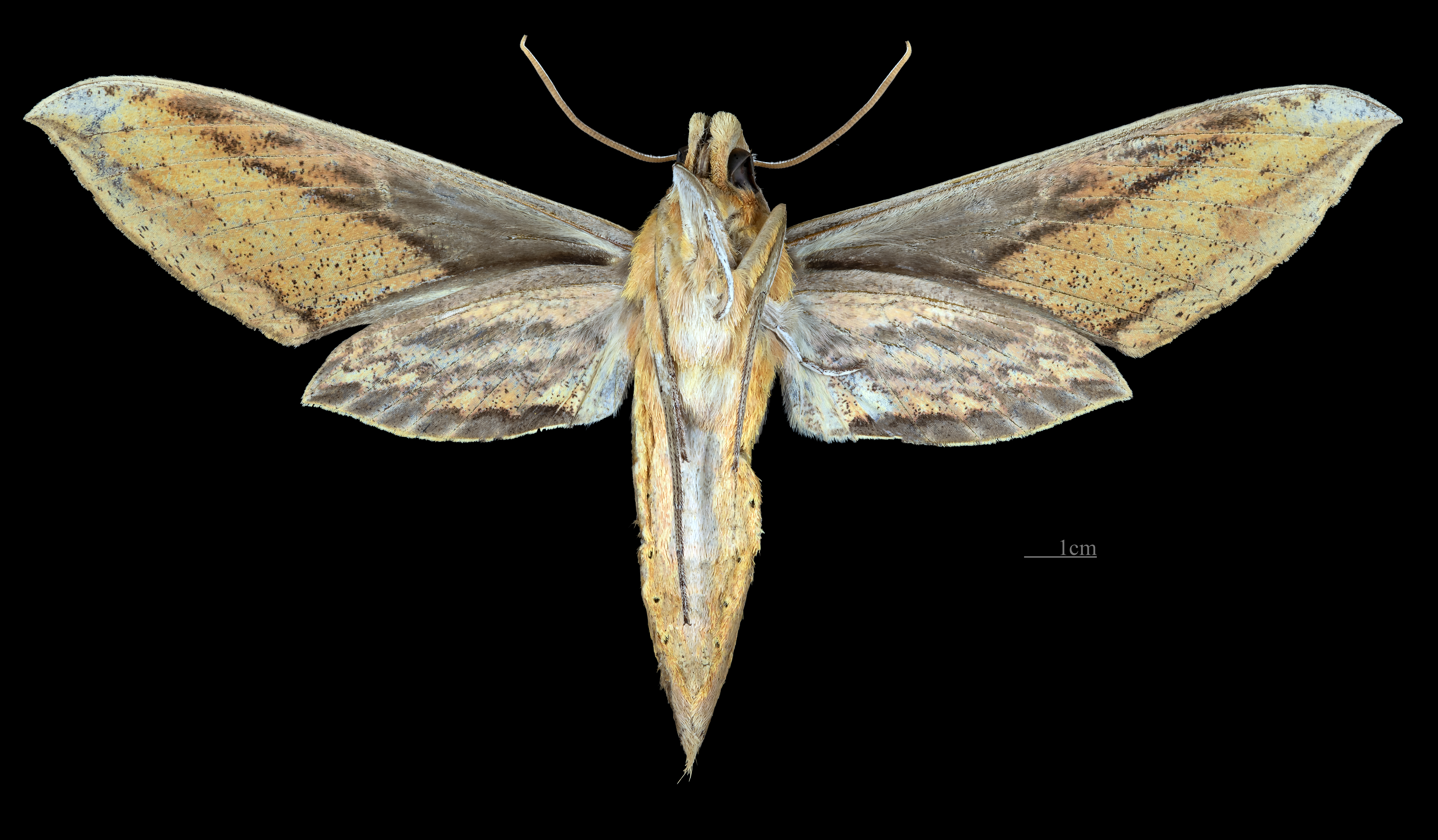
Revers de la femelle (coll.MHNT)

## Biologie
- Les larves se nourrissent sur  les espèces de Rubiaceae et de Malvaceae.
- Les adultes volent toute l'année.

## Distribution et habitat
Distribution
L'espèce est connue au  Venezuela, au Pérou et en Bolivie.

## Systématique
L'espèce Xylophanes resta a été décrite par les entomologistes Lionel Walter Rothschild et Karl Jordan, en 1903.